# Platydema ruficorne
Platydema ruficorne es una especie de escarabajo del género Platydema, tribu Diaperini, familia Tenebrionidae. Fue descrita científicamente por Sturm en 1826.
La especie se mantiene activa durante todos los meses del año.

## Descripción
Mide 3,5-5,8 milímetros de longitud.

## Distribución
Se distribuye por Estados Unidos y Canadá.